# Palpita bicornuta
Palpita bicornuta es una especie de polillas perteneciente a la familia Crambidae descrita por Hiroshi Inoue en 1996. Se encuentra en la isla de Célebes de Indonesia.